# Sean Kingston (musikalbum)
Sean Kingston är ett album av Sean Kingston, utgivet i juli 2007.

## Låtlista
1. "Intro"
2. "Kingston"
3. "Take You There"
4. "Me Love"
5. Beautiful Girls
6. "Dry Your Eyes"
7. "Got No Shorty"
8. "There's Nothin" featuring Paula DeAnda
9. "I Can Feel It"
10. "Drummer Boy"
11. "Your Sister"
12. "That Ain't Right"
13. "Change"
14. "Colors 2007" ReggaeRemix featuring Vybz Kartel & Kardinal Offishall